# 史前巴尔干神话
史前巴尔干神话（英語：Paleo-Balkan mythology）。该神话包括达契亚人，色雷斯和伊利里亚人的宗教习俗。铁器时代，其宗教习俗影响至古希腊地区。作为其中之代表科提斯（巴尔干神话神祇之一）具有重要意义与价值。其形象亦于相关艺术作品中得到广泛反映。

## 色雷斯神話
許多古希臘和古羅馬銘文提供有關色雷斯宗教的證據，列出各種神靈和稱號。希羅多德寫道，色雷斯人只崇拜「戰神」（涵義類似阿瑞斯）、涵義類似狄俄尼索斯的神祇，以及「主要女性神」（「偉大的女神」，涵義類似阿耳忒彌斯或本迪斯等），儘管他們的國王也崇拜涵義類似赫爾墨斯的神祇；希羅多德如此描述，是為了使古希臘讀者能理解這些神祇的本質。